# Ульяновський обласний художній музей
Ульяновський обласний художній музей (рос. Ульяновский областной художественный музей) — художній музей у місті Ульяновськ (Росії).

## Історія
Колекція Художнього музею почала формуватися 1895 року як художній розділ історико-археологічного музею Симбірської губернської вченої архівної комісії. Після Жовтневого перевороту 1917 року до складу музею увійшли націоналізовані збірки симбірських дворян, промисловців, купців: В. М. Поліванова, Є. М. Персі-Френч, О. В. Жіркевіч, В. П. Мещерінова, Н. Я. Шатрова.
У 1920 році музей став самостійним. Спочатку розташовувався в колишньому будинку поміщиці Персі-Френч (нині вул. Леніна, 59). У 1932 році переведений в Будинок-пам'ятку Гончарову, зайнявши другий поверх будівлі (на першому поверсі знаходиться Ульяновський обласний краєзнавчий музей імені І. А. Гончарова).
У 1920-1930-ті роки музей активно поповнювався експонатами, які надійшли з Державного музейного фонду, Пушкінського Будинку Академії наук, Ермітажу.

## Колекції
Фонди музею налічують більше 11 тисяч одиниць зберігання
У фондах музею знаходяться унікальні колекції російського та західноєвропейського живопису, скульптури, графіки XVI—XX століть.
До числа шедеврів західноєвропейського мистецтва, що визначають своєрідність колекції, відносяться твори видатних майстрів Франції, Іспанії, Голландії XVI—XVII століть: Н. де Ларжільера, Я. ван Скорела, Х. де Вальдеса Леаля, К. Кейнінка, Д. Тенірса молодшего.
Гордістю музею є полотна пензля Д. Левицького, Ф. Рокотова, В. Боровиковського, К. Брюллова, О. Іванова.
Унікальна колекція садибних портретів, створених майстрами-кріпаками Симбірської губернії. Відділ декоративно-ужиткового мистецтва містить у своєму складі античну кераміку IV—III століть до н. е., порцеляну Росії, Німеччини і Франції, художні меблі, російське і західноєвропейське скло. Музей володіє значними монографічними колекціями, без яких не можна з належною повнотою уявити творчість К. Брюллова, В. Худякова і таких ульяновських художників, як А. Пластов, Д. Архангельський.

## Зали
- Галерея музею — представлені твори XVI—XIX ст. італійської, іспанської, німецької та французької живописних шкіл.
- Зала західноєвропейського мистецтва — твори нідерландського живопису XVI століття, голландського і фламандського живопису XVII століття.
- Зала російського мистецтва XVIII століття — ікони XVI—XVIII ст. і роботи російських художників XVIII століття.
- Зала російського мистецтва першої половини XIX століття — твори російських художників XIX століття і західноєвропейських майстрів, які жили і працювали в Росії в першій половині XIX століття.
- Зала російського мистецтва другої половини XIX століття — твори російських художників академічного і реалістичного напряму другої половині XIX століття.
- Виставкова зала музею. Експонуються тематичні виставки з власних фондів музею, приватних зібрань та виставки з інших музеїв.

## Філії
- Музей А. О. Пластова (вул. Гончарова, 16). Відкритий 2010 року. Будівля була побудована в 1913-14 рр. за проектом архітектора А. П. Максимова для Симбірського першого вищого початкового училища. Музей присвячений життю і творчості Народного художника СРСР Аркадія Олександровича Пластова, уродженця села Пріслоніха Симбірської губернії.
- Музей сучасного образотворчого мистецтва ім. А. О. Пластова (вул. Л.Толстого, 51). Відкритий 1992 року в колишньому особняку барона Х. Г. Штемпеля, побудованому в 1905—1906 роках за проектом архітектора А. А. Шоде.
- Музей «Садиба народного художника СРСР А. О. Пластова» (Ульяновська область, Карсунський район, с. Пріслоніха). Відкритий 1988 року.

## Галерея

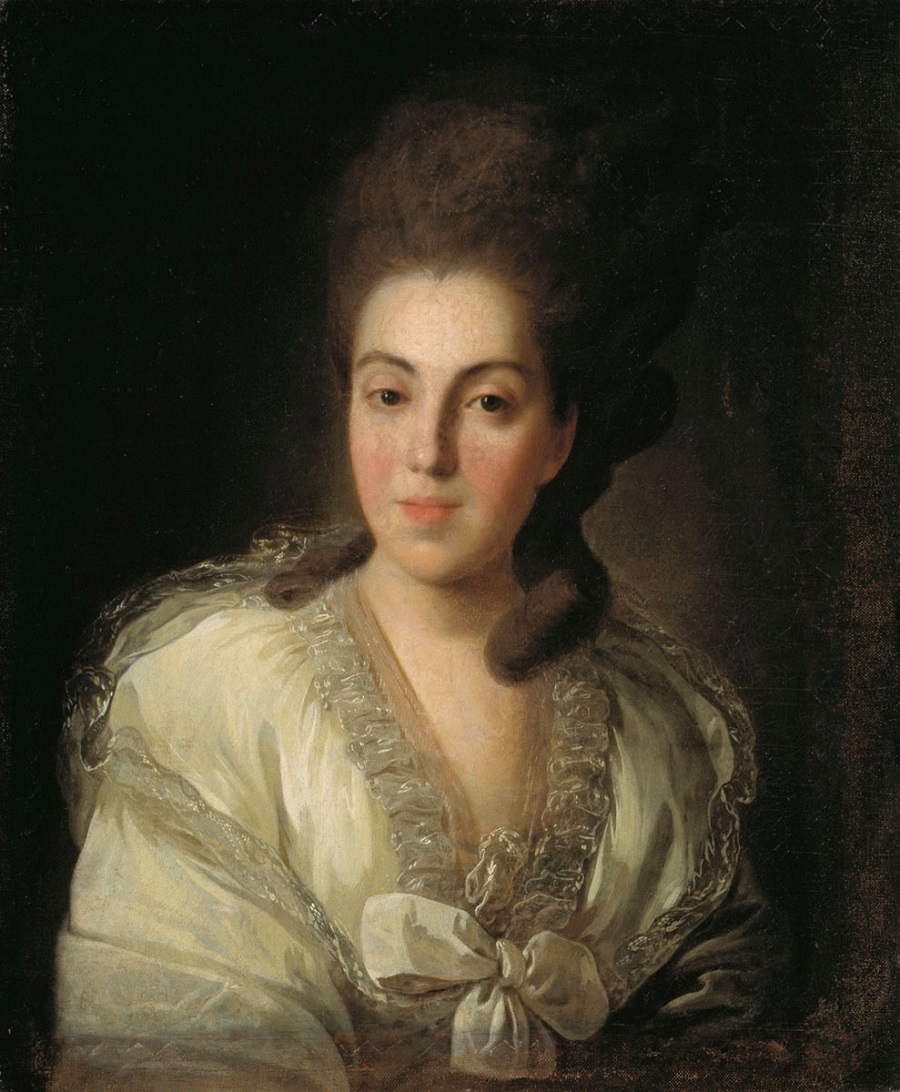
Федір Рокотов. «Портрет княгині Анни Голіциної», 1777
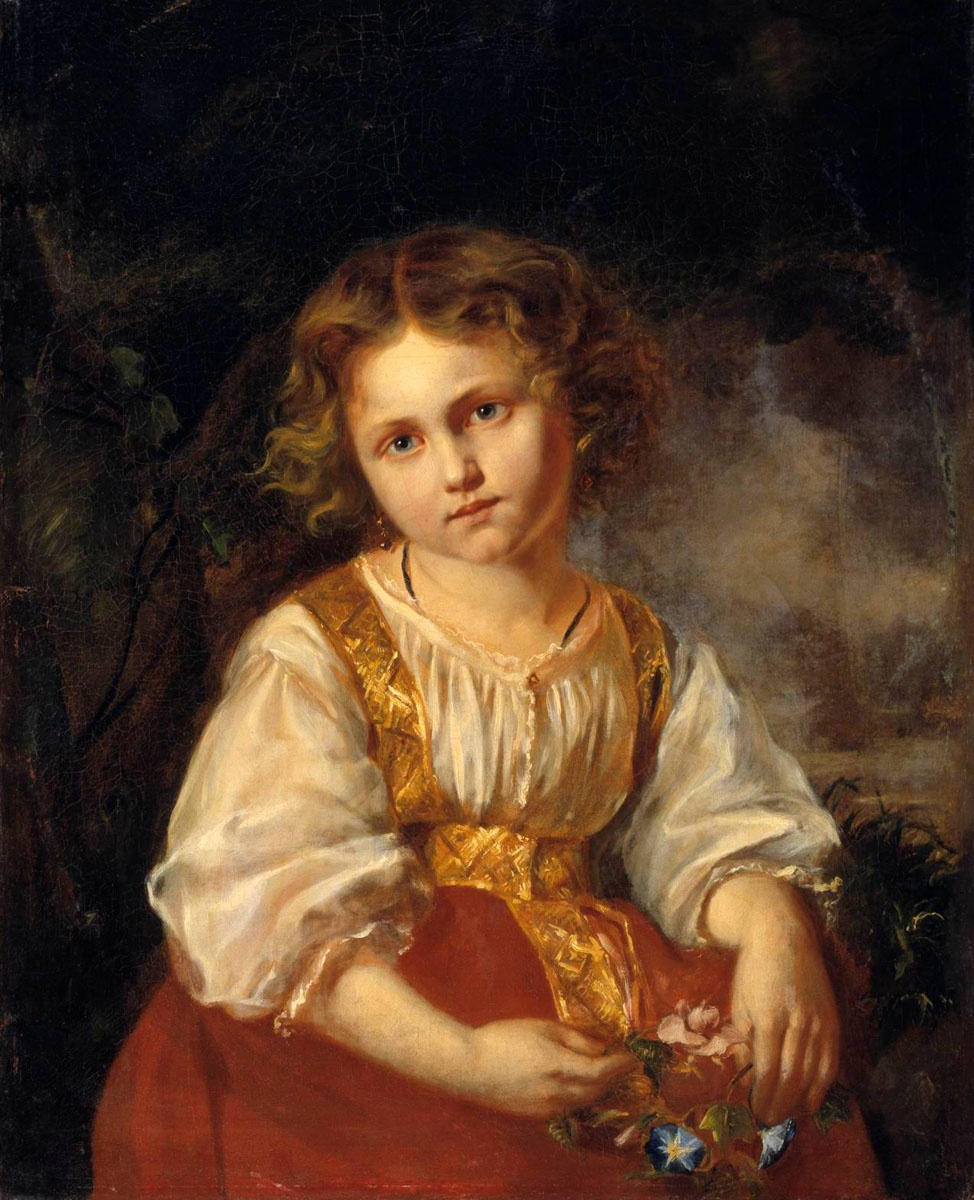
Василь Худяков. «Портрет дівчинки в російському одязі», 1844
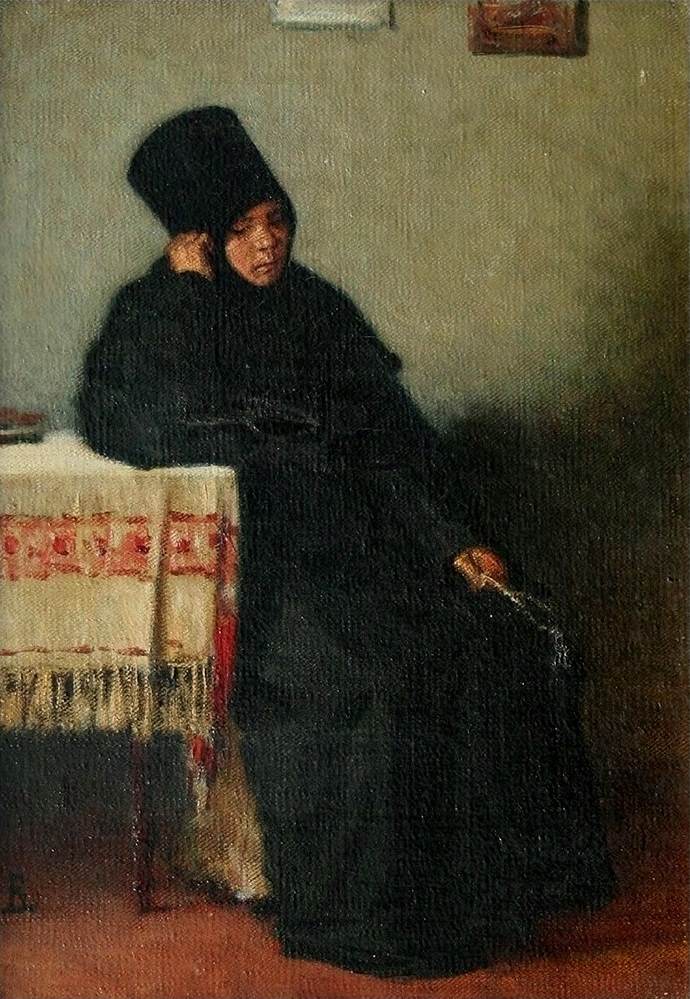
Василь Верещагін. «Послушниця  Вологодського монастиря», 1894
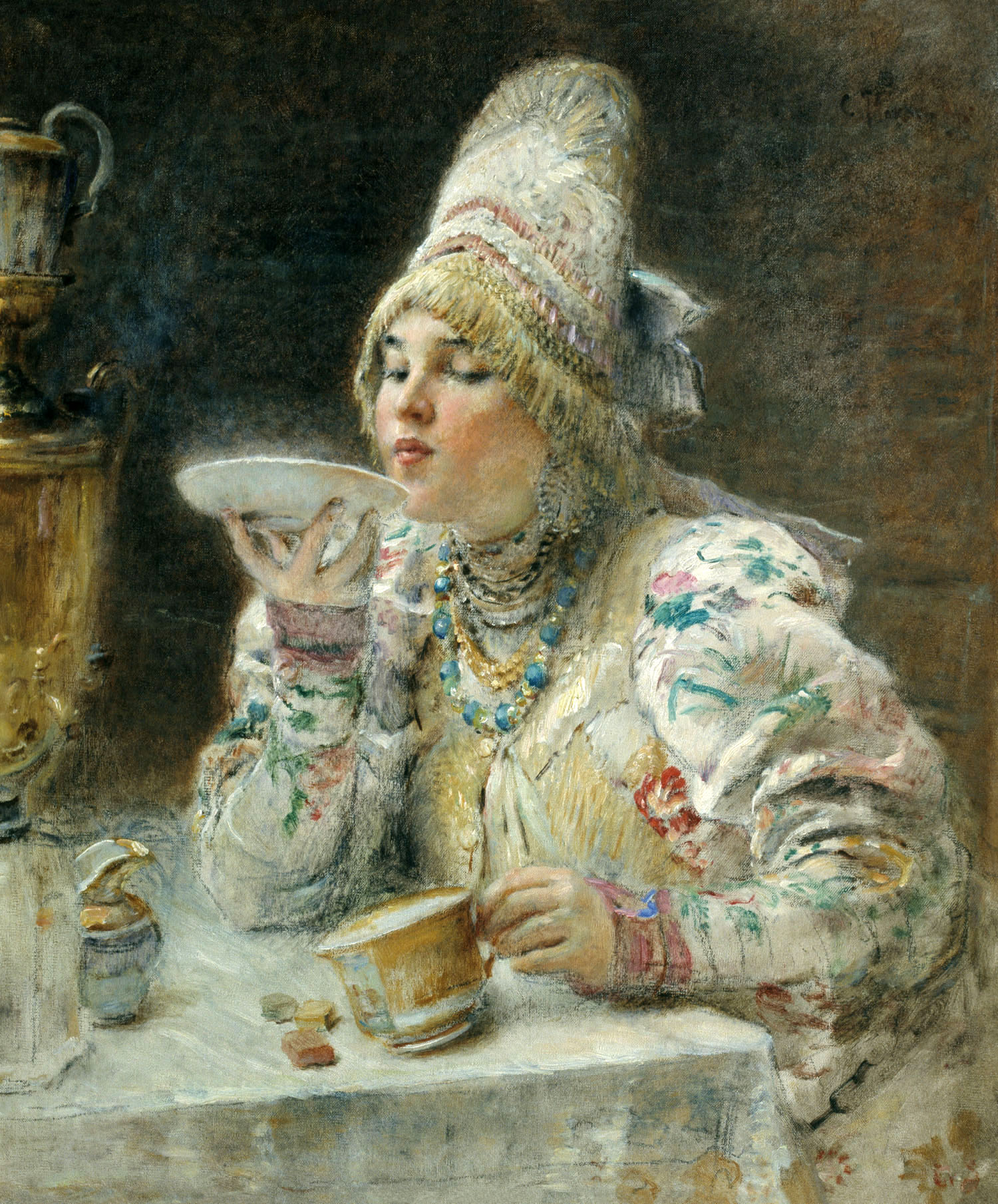
Костянтин Маковський. «За чаєм», 1914